# Tomingaj
Tomingaj (nombre original en alfabeto cirílico: Томингај) es una localidad de Croacia en el ejido del municipio de Gračac, condado de Zadar.

## Geografía
Se encuentra a una altitud de 610 m s. n. m. a 251 km de la capital nacional, Zagreb.

## Demografía
En el censo 2011 el total de población de la localidad fue de 26 habitantes.
| Gráfica de población de Tomingaj 1857-2011                          |
|                                                                     |
| Según los censos de población de la oficina estadística de Croacia. |

### Censo austrohúngaro de 1910
Según el censo de 1910, el asentamiento de Tomingaj tenía 1.256 habitantes en 8 aldeas, que fueron declaradas lingüística y religiosamente así:
| Población por lenguaje | Croata o Serbio |
| ---------------------- | --------------- |
| Čanković-draga         | 206             |
| Deringaj Gračački      | 268             |
| Dragosavci             | 88              |
| Ljubović Tomingajski   | 19              |
| Tomingaj               | 355             |
| Tomingaj Bruvanjski    | 217             |
| Tupala Tomingajska     | 44              |
| Ušiva Draga            | 59              |
| Total                  | 1,256 (100%)    |

| Población por religión | Iglesia ortodoxa |
| ---------------------- | ---------------- |
| Čanković-draga         | 206              |
| Deringaj Gračački      | 268              |
| Dragosavci             | 88               |
| Ljubović Tomingajski   | 19               |
| Tomingaj               | 355              |
| Tomingaj Bruvanjski    | 217              |
| Tupala Tomingajska     | 44               |
| Ušiva Draga            | 59               |
| Total                  | 1,256 (100%)     |